# Лешкеме
Лешкеме (пол. Leszkiemie) — село в Польщі, у гміні Віжайни Сувальського повіту Підляського воєводства.
Населення — 45 осіб (2011).
У 1975-1998 роках село належало до Сувальського воєводства.

## Демографія
Демографічна структура станом на 31 березня 2011 року:
|          | Загалом | Допрацездатний вік | Працездатний вік | Постпрацездатний вік |
| -------- | ------- | ------------------ | ---------------- | -------------------- |
| Чоловіки | 22      | 6                  | 14               | 2                    |
| Жінки    | 23      | 11                 | 8                | 4                    |
| Разом    | 45      | 17                 | 22               | 6                    |